# Marie Cécile Thijs
Marie Cécile Thijs (Heerlen, 27 december 1964) is een Nederlands fotografe.

## Biografie
Na een jaar modevormgeving gestudeerd te hebben op de Kunstacademie St Joost te Breda, studeerde Marie Cécile Thijs van 1984-1989 rechten aan de universiteit van Leiden. Zij werd advocaat maar verruilde eind jaren 90 haar toga voor de fotocamera. In 2015 had zij een overzichtstentoonstelling in Museum aan het Vrijthof te Maastricht.

## Werken
Het werk van Thijs is onder meer opgenomen in de collecties van het Rijksmuseum Amsterdam (zoals 'Girl with White Collar' en 'Salinero': een portret van een Olympisch paard) en Museum Rotterdam. Marie Cécile Thijs maakt series met portretten en stillevens met titels als White Collar, Cooks en Food Portraits. Haar werk - kleurtonen en lichtgebruik - refereert aan de oude meesters in de schilderkunst, maar is tegelijkertijd hedendaags. In haar beeld speelt zij met de werkelijkheid en daardoor doet het soms surrealistisch aan.
Voor haar serie 'White Collar' fotografeerde ze een authentieke 17e-eeuwse plooikraag (oftewel een molensteenkraag) uit de collectie van Rijksmuseum Amsterdam, die naderhand digitaal op haar modellen is geplaatst. De kraag is namelijk dermate kwetsbaar dat deze uit oogpunt van behoud niet meer op de huid mag worden gedragen.

## Prijzen
Eind 2023 werd zij tot Kunstenaar van het Jaar 2024 verkozen.

## Boeken
- Roomse Rituelen,uitgeverij Ad Donker, 1999
- Characters,uitgeverij Lecturis, 2013
- Food Products, uitgeverij EPFAP,2017